# Wantian (sockenhuvudort i Kina, Jiangxi Sheng, lat 25,94, long 115,72)
Wantian är en sockenhuvudort i Kina. Den ligger i provinsen Jiangxi, i den sydöstra delen av landet, omkring 310 kilometer söder om provinshuvudstaden Nanchang. Antalet invånare är 12 139. Befolkningen består av 6 352 kvinnor och 5 787 män. Barn under 15 år utgör 32 %, vuxna 15-64 år 59 %, och äldre över 65 år 8,0 %.
Runt Wantian är det ganska tätbefolkat, med 155 invånare per kvadratkilometer. Närmaste större samhälle är Xijiang, 13,0 km sydost om Wantian. I omgivningarna runt Wantian växer i huvudsak blandskog.
Genomsnittlig årsnederbörd är 1 965 millimeter. Den regnigaste månaden är maj, med i genomsnitt 358 mm nederbörd, och den torraste är oktober, med 19 mm nederbörd.